# Reino de Odoacro
El Reino de Odacro o Dominio de Odoacro, oficialmente Reino de Italia (en latín: Regnum Italiae), es el nombre que la historiografía da al exarcado establecido por el general romano de origen bárbaro (hérulo) Odoacro tras la disolución de la pars occidentalis en el año 476. Su duración fue breve, trece años, pues pronto cayó en manos del soberano ostrogodo Teodorico el Grande. 
Es improbable que Odoacro, reconocido por el emperador como patricio, se considerase a sí mismo «rey de Italia», como sí lo hizo su sucesor Teodorico, en todo caso hubiese sido dux (duque).[cita requerida] El reinado de Odoacro se refería solamente a la relación con sus seguidores foederati (al mantenerse las tradiciones tribales), para los cuales era o bien «rey de los Turcilingi», o bien «rey de los Hérulos». Los habitantes romanos de Italia se dirigían a él como «dominus noster», y su derecho a ejercer el poder provenía de su reconocimiento por el emperador Zenón, del acuerdo del Senado y de la fuerza militar.
A la llegada de Odoacro, el Imperio romano de Occidente comprendía algunos  territorios, entre ellos Italia, el Nórico y Dalmacia, bajo control imperial y numerosos reinos federados que habían declarado su reciente independencia en las Galias, Hispania y África, teóricamente sujetos al emperador. La propia ciudad de Roma (saqueada dos veces: en el 410 por los visigodos de Alarico y en el 455 por los vándalos de Genserico) no era ya la sede de gobierno y los emperadores residían en Ravena.
Odoacro apoyó con sus tropas foederati (federadas) a Flavio Orestes, quien puso en el trono imperial a su hijo, el joven usurpador Rómulo Augústulo, en lugar del legítimo emperador occidental, Julio Nepote, a la sazón residente en Split, Dalmacia. Sin embargo, cuando le fueron negadas tierras en Italia para sus tropas, Odoacro se levantó contra Orestes el gobernante de facto de Occidente, proclamándose Rex el 23 de agosto del 476. Orestes fue derrotado y asesinado 5 días después y el 4 de septiembre, Odoacro forzó la abdicación del joven emperador Rómulo Augústulo y envió las insignias imperiales a la corte del emperador oriental, Zenón.
En teoría, Odoacro estaba subordinado a Julio Nepote, aunque este último no pudo ejercer su autoridad sobre Italia y tampoco recibió apoyo de su colega oriental. Al morir Julio, asesinado por sus propios hombres, Odoacro vengó la muerte de Nepote ejecutando a sus asesinos e incorporó Dalmacia a su dominio.
A partir de entonces, el dominio formó parte del Imperio romano reunificado bajo Zenón, ya que Odoacro juró lealtad al emperador a cambio de los títulos de patricio y gobernante de la prefectura de Italia. Sin embargo, las relaciones entre Odoacro y Zenón se deterioraron rápidamente. Odoacro apoyó al usurpador Flavio Illos, por lo que el emperador se alió con el ostrogodo Flavio Teodorico y permitió que invadiese Italia. Los ostrogodos penetraron fácilmente las defensas de Odoacro y llegaron a Rávena en el 490. Tras un asedio de tres años, Odoacro se rindió y propuso un tratado de paz que les permitiese gobernar como co-reyes. La paz fue muy breve, pues, el 15 de marzo de 493, Teodorico lo asesinó en medio de un banquete en Ravena. Sus seguidores fueron muertos y sus tierras, absorbidas por el nuevo exarcado.

## Reinado
Odoacro tenía cuarenta y dos años cuando se convirtió en gobernante de Italia, y reinó durante trece años. Los datos históricos sobre este periodo son muy escasos. Tradicionalmente se consideró que la deposición de Augústulo marcó el fin del Imperio romano de Occidente y de la Edad Antigua. No obstante, los pocos testimonios que han sobrevivido muestran que la administración pública continuó dentro de los cauces del antiguo gobierno imperial. No hubo, excepto en algún cronista aislado, ninguna mención de un cambio drástico de gobierno. En cuanto al asentamiento de los soldados federados en las tierras de Italia, probablemente afectó a los grandes terratenientes más que a los coloni y los siervos.[cita requerida]
En cuanto a la administración interna fue probablemente, en general, moderada, aunque hay algunos textos que mencionan un aumento de las cargas fiscales. [cita requerida]
En el aspecto religioso, Odoacro fue autor de un decreto promulgado después la elección de Félix III en 483, prohibiendo al papa la enajenación de tierras u ornamentos pertenecientes a la Iglesia romana,  amenazando con el anatema a quienquiera que infringiera la ordenanza. Un sínodo convocado por el papa Símaco en 502, después de la deposición y muerte de Odoacro, condenó este decreto como una interferencia inaceptable del poder civil en los asuntos eclesiásticos.
Los principales acontecimientos en la política exterior de Odoacro fueron sus guerras de Dalmacia y Rugia. En el año 480 el emperador Julio Nepote fue asesinado a traición en el palacio de Diocleciano en Spalato por los condes Viator y Ovida. Al año siguiente, Odoacro invadió Dalmacia, ejecutó a Ovida y anexó Dalmacia al dominio de Italia. En 487 llevó a cabo una incursión en el alto Danubio. Feleteo, rey de los rugios lo enfrentó, pero fue derrotado y llevado prisionero a Ravena junto con su esposa Gisa. Al año siguiente, Federico, hijo del rey cautivo, trató de recuperar el poder, pero fue derrotado por Onulfo, hermano de Odoacro, y, al verse obligado a huir, se refugió en la corte de Teodorico el ostrogodo, en Sistova, en el bajo Danubio.
Esta guerra fue probablemente una causa indirecta de la caída de Odoacro. Su creciente poder lo hizo demasiado formidable para la corte de Constantinopla, con quien sus relaciones se habían vuelto menos amistosas. Al mismo tiempo, Zenón estaba preocupado por la presencia de Teodorico y sus guerreros ostrogodos en los territorios del Imperio, los cuales eran tan peligrosos como enemigos o como aliados. En estas circunstancias surgió el plan de invasión de Italia por parte de Teodorico, cuya autoría es difícil de asignar. En cuanto a la consecuencia, si el territorio de Italia quedaría en poder de los ostrogodos con plena soberanía, aunque respetando la supremacía imperial, o si Teodorico actuaría como mero administrador del emperador, es un punto sobre el cual las fuentes se muestran ambiguas, vaguedad que algunos autores consideran intencional.[cita requerida]
Teodorico entró en Italia en agosto de 489, derrotó a Odoacro en Isontius (Isonzo) el 28 de agosto y en Verona el 30 de septiembre. El duque panonio se encerró en Rávena, y allí se mantuvo durante cuatro años, con un breve destello de éxito, durante los cuales salió de su escondite y libró la batalla de Addua (11 de agosto de 490), en la que fue nuevamente derrotado. Una salida de Ravena (10 de julio de 491) fue nuevamente motivo de una derrota. Finalmente, cuando la hambruna en Ravena se volvió casi intolerable y los godos creían imposible tomar la ciudad, se abrieron negociaciones para llegar a un compromiso (25 de febrero de 493). Juan, arzobispo de Ravena, actuó como mediador;  se estipuló que se debía entregar la ciudad, sede del poder, perdonar la vida de Odoacro, y que él y Teodorico serían reconocidos como gobernantes conjuntos del exarcado. Evidentemente, el arreglo era precario y pronto terminó por la traición de Teodorico, que invitó a su rival a un banquete el 15 de marzo, y allí lo mató con su propia mano. "¿Dónde esta Dios?" - exclamó Odoacro al ver la emboscada en que había caído. "Así trataste a mis amigos", gritó Teodorico, y partió a su rival con la espada desde el hombro hasta el costado. Onulfo, el hermano del rey asesinado, fue acribillado a flechazos cuando intentaba escapar por el jardín del palacio, y Thela, su hijo, muerto poco después por orden del conquistador.[cita requerida]

## Cronología
- Proclamación de Odoacro como Rex: 23 de agosto de 476[1]
- Abdicación de Rómulo Augusto: 4 de septiembre de 476[1]
- Muerte de Genserico: 25 de enero de 477[5]
  - Odoacro conquista Sicilia[4]
- Muerte de Julio Nepote: 9 de mayo de 480[2]
  - Odoacro conquista Dalmacia
- Batalla del Isonzo: 28 de agosto de 489[4]
- Batalla de Verona: 30 de septiembre de 489[4]
- Batalla de Adda: 11 de agosto de 490[4]
- Asedio de Ravena: 490-493 (dos años y medio)[4]
- Tratado de paz: 25 de febrero[4]
- Entrada de Teodorico en Ravena: 5 de marzo[4]
- Asesinato de Odoacro: 15 de marzo[4]